# Ralliement du Cameroun à la France libre
Pendant la Seconde Guerre mondiale, le ralliement du Cameroun à la France libre est un des premiers ralliements de l'Empire. Il est obtenu le 27 août 1940 par Leclerc, envoyé par le général de Gaulle. Ce ralliement contribue largement à former l'Afrique française libre.

## Contexte et enjeux
Le Cameroun est alors un territoire sous mandat français, non intégré à l’AEF (Afrique-Équatoriale française) mais faisant partie de l'Empire colonial français.
Pendant la Seconde Guerre mondiale, après l'appel du 18 juin par le général de Gaulle, le ralliement des territoires de l'Empire à la France libre, l’organisation de résistance extérieure française, constitue un enjeu majeur. Cela permettrait en effet à la France libre de disposer d'une assise territoriale, d'exercer un pouvoir souverain avec la possibilité de lever des troupes, et d'avoir plus de poids auprès de ses alliés ; de plus, l'Afrique est la base potentielle d'une reconquête de l'Europe.
Dans cet objectif, le général de Gaulle envoie au Cameroun une délégation spéciale commandée par le commandant Leclerc avec le capitaine Hettier de Boislambert comme adjoint.

## Déroulement
Leclerc et Boislambert, notamment accompagnés du capitaine Parent et de René Pleven, quittent l'Angleterre le 6 août 1940. Ils atteignent le 12 août Lagos, au Nigéria, et y préparent les détails de leur expédition. Pour se donner plus de poids face à leurs futurs interlocuteurs, ils décident d'augmenter le nombre de leurs galons : Leclerc devient colonel, et Boislambert devient commandant ; auto-promotions régularisées plus tard par de Gaulle.
Comprenant une vingtaine de membres, le « commando Leclerc » débarque à Douala, le premier port du Cameroun, le 26 août 1940,. Après des discussions avec les autorités civiles et les officiers en place, le ralliement du Cameroun est proclamé le 27 août au matin. 
Leclerc entre triomphalement à Yaoundé le surlendemain 29 août. Le haut-commissaire Richard Brunot, qui a été relevé de ses fonctions le 15 août par Philippe Pétain, transmet ses pouvoirs au colonel Leclerc. 
Dès qu'il connaît la nouvelle, de Gaulle télégraphie : « Le Cameroun vient de prendre une belle décision et de donner un exemple magnifique. Cet exemple sera suivi par tout l'Empire ».

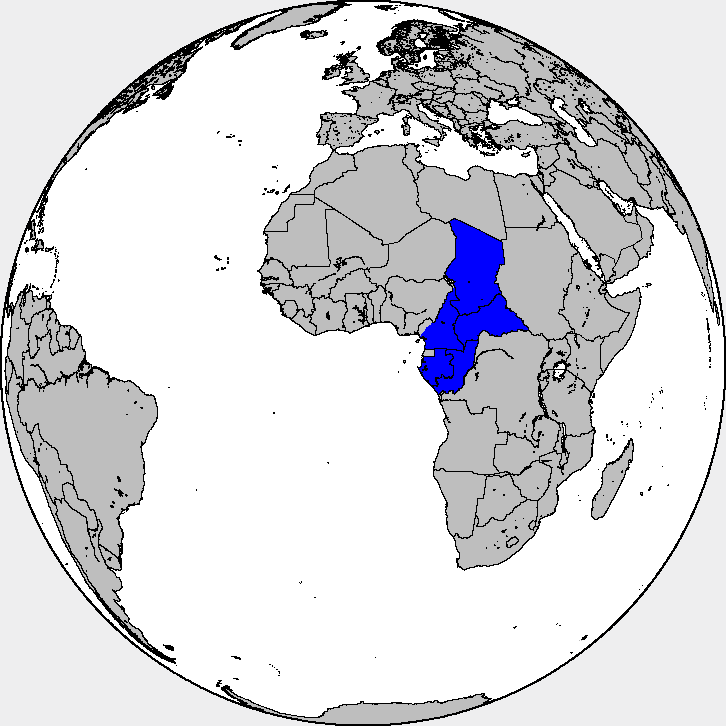
L'Afrique française libre en novembre 1940.

Le ralliement du Cameroun intervient juste après celui du Tchad, et précède celui du Congo. La rapidité de ces ralliements permet à de Gaulle de démontrer à ses alliés la réalité d'une « France combattante ». L'Afrique a joué, plus généralement, un rôle fondamental pour la France libre, par ses hommes et ses femmes, les ressources qu'apportaient les territoires ralliés, mais aussi en donnant les assises juridiques à la France libre pour la considérer comme un État (même s'il paraît encore embryonnaire).
A noter qu'à la fin de l'été 1940, l'essentiel de l'Afrique-Équatoriale française (AEF) est passée dans le camp de la France libre, à l'exception du Gabon, dont le gouverneur, Masson, annonce son ralliement avant de se dédire. Le 27 octobre 1940, par le manifeste de Brazzaville, de Gaulle proclame la création de l'organe de commandement de la France libre, sous le nom de Conseil de défense de l'Empire. Les Forces françaises libres investissent le Gabon en novembre 1940, complétant l'Afrique française libre.
La souveraineté territoriale ainsi acquise permet au colonel Leclerc de lever des troupes qui s'ajoutent à celles dont il prend le commandement au Tchad pour constituer la « colonne Leclerc » victorieuse à Koufra à la fin de l'année, puis dans le Fezzan et qui formera la « Force L », future 2e DB.

## Témoignages
Un récit détaillé en fournit les circonstances.